# Bernardo Bertolucci
Bernardo Bertolucci (rođen 16. ožujka 1941. – preminuo 26. studenoga 2018.), bio je talijanski filmski redatelj i scenarist.

## Životopis

### Rane godine i obitelj
Bernardo Bertolucci rođen je u talijanskom gradu Parmi, u regiji Emilia-Romagna. Bio je drugi sin Atillia Bertoluccija, koji je bio pjesnik, cijenjeni povjesničar umjetnosti i filmski kritičar. Kako je odrastao u takvom okruženju, Bertolucci je počeo pisati u 15. godini, a ubrzo je dobio nekoliko prestižnih literarnih nagrada za svoju prvu knjigu. Očeva pozadina pomogla mu je u karijeri: stariji Bertolucci pomogao je talijanskom filmašu Pieru Paolu Pasoliniju da objavi svoj prvi roman, a Pasolini je uzvratio angažiravši Bertoluccija kao svog pomoćnika u Rimu na filmu Accattone (1961.). Ali Bertoluccijev potencijal primijetili su i drugi, kao Sergio Leone, koji ga je zamolio da napiše priču za njegov film Bilo jednom na Divljem zapadu. Leone je poslije odbio scenarij rekavši kako je prekompleksan za američku publiku.
Bertolucci ima dva brata: filmskog producenta Giovannija (rođen 1940.) i kazališnog redatelja i dramatičara Giuseppea (rođenog 1947.).
Prva supruga mu je bila Adriana Asti, zvijezda jednog od njegovih prvih filmova, Prima della rivoluzione. 1978. se oženio s Clare Peploe, britanskom scenaristicom koja je poslije režirala nekoliko filmova.

### Prvi film
Bertolucci je prvo htio postati pjesnik kao otac. Zato je pohađao Fakultet moderne književnosti na Rimskom sveučilištu od 1958. do 1961. Tada je počela i njegova karijera, kao što je spomenuto prije, kao pomoćnik redatelja Pasolinija. Ubrzo nakon toga, Bertolucci je odustao od studija bez diplome. 1962., u 21. godini, režirao je svoj prvi film, La commare secca (1962.). Film govori o misterioznoj istrazi ubojstva prostitutke. Bertolucci je koristio flashbackove kako bi sastavio mozaik i otkrio osobu koja je počinila ubojstvo. Ubrzo je slijedio njegov hvaljeni film, Prije revolucije (Prima della rivoluzione, 1964.).
Veliki boom talijanske kinematografije, koji je pomogao Bertolucciju da se afirimira, usporio je u sedamdesetima jer su redatelji bili prisiljeni koproducirati svoje filmove nekoliko američkih, švedskih, francuskih i njemačkih kompanija i glumaca zbog globalne ekonomske recesije talijanske filmske industrije. Smatra se da je to bila točka u kojoj je talijanska kinematografija počela ovisiti o međunarodnom tržištu.

### Suradnja s koproducentima
Redatelji su sve više bili prisiljeni koproducirati svoje filmove s francuskim, američkim, švedskim i njemačkim kompanijama kako bi se međusobno financirali i natjecali na sada međunarodnom tržištu zabavne industrije. Bertolucci nije bio iznimka. Posljednji tango u Parizu (1972.), s  Marlonom Brandom i  Mariom Schneider bio je ogledni primjer kako talijanski filmovi mogu više zaraditi angažiranjem stranih glumaca u naslovnim ulogama: u Tangu je nastupio samo jedan talijanski glumac, Massimo Girotti. Bertoluccijevo  Dvadeseto stoljeće (1976.), s  Burtom Lancasterom,  Donaldom Sutherlandom,  Robertom De Nirom i  Gerardom Depardieuom označio je točku u kojoj je ovisnost talijanske filmske industrije počela pridonositi dezintegraciji nacionalnog identiteta, iako je sami film u cijelosti posvećen talijanskoj temi: kronici života dvojice muškaraca tijekom političkih previranja u  Italiji u prvoj polovici  20. stoljeća.

### Politika
Bertolucci vjerojatno nije žalio zbog ove dezintegracije: politički je aktivan te je priznati  marksist. Kao i Visconti, koji je angažirao mnogo stranih umjetnika krajem šezdesetih, Bertolucci koristi svoje filmove kako bi izrazio svoje političke poglede; oni su često autobiografski, kao što su i jako kontroverzni. Konformist (1970.) je kritizirao  fašističku ideologiju, dodirnuo vezu između nacionalnosti i nacionalizma, kao i neke stvari iz kolektivne memorije, a sve to unutar međunarodne  Mussolinijeve zavjere da se ubije profesor politike u Parizu. Dvadeseto stoljeće je također analiziralo razliku između lijevog i desnog. Epski Posljednji kineski car iz 1987. omogućio je Bertolucciju da izrazi svoja uvjerenja i kroz likove i kroz sami čin snimanja filma. Dobio je dozvolu da snima u Zabranjenom gradu u Pekingu (što je bilo bez presedana), a centralni lik Pu Yi podvrgnut je desetljetnoj  komunističkoj re-edukaciji pod  Maom koja ga odvodi od šarene palače do sivog odijela u kojem mora provesti ostatak života kao vrtlar.

## Evaluacija
Mnogi kritičari smatraju kako Bertoluccijeve filmove karakteriziraju seks i politika. Posljednji tango istražuje seks na iznimno bludan i poremećen način. Smatra se kako je film otvorio vrata erotici u mainstream filmovima. Konformist je temeljen na političkim temama, točnije fašizmu i odnosu između osobnog konformizma i ideala. Film koji se bavi fašističkom Italijom može se gledati kao umjetnički i intelektualni. Film je trebao demonstrirati njegovu redateljsku izvrsnost. Dok je režirao, pisao scenarije ili na neki način bio povezan s desecima filmova u više od pet desetjeća, ove teme su nedvojbeno igrale veliku ulogu u njegovim radovima, pogotovo u onim najcjenjenijima i onim nedavnim. Zavodljiva ljepota nudi malo heterogenosti, dok se Sanjari bave samo tim dvjema temama. Bez obzira na tematsku ograničenost, za što ga optužuju neki kritičari, Bertolucci je iskoristio neke kontroverze oko svojih filmova kako bi ohrabrio ljude da preispitaju sebe i svoje društvo; često se navodi kako uspješno širi granice utvrđenih društvenih normi. Bertoluccijevi obožavatelji će primijetiti sličnosti između likova u filmovima, posebno u ona dva nedavno objavljena (Zavodljiva ljepota, 1996., i Sanjari, 2003.). Na primjer, dvije glavne junakinje u oba filma (Liv Tyler i Eva Green) imaju svijetao ten, vitke su, tamnokose i plavooke. Obje junakinje su dosta pušile tijekom mladosti, a obje se prikazuju kako gube nevinost u 19. godini. I Tyler i Green se pojavljuju potpuno gole prikazane sprijeda. U oba filma Bertolucci govori o "snazi ljubavi", koristeći gotovo iste rečenice oba puta.
U Sanjarima, lik Isabelle kaže kako se rodila 1959. iako je film radnjom smješten u kasne šezdesete. Ovu rečenicu ne treba shvatiti doslovno; to je referenca na film  Jean-Luca Godarda, Breathless (1959.), nakon čega junakinja ponavlja slavnu scenu iz Goddardova filma.

## Duhovnost, sigurnost i sumnja u sebe
Bertolucci posjeduje vještinu stavljanja ljudske duše pod mikroskop. Psihoanaliza igra veliku u ulogu u njegovim filmovima, kao i u onim  Woodyja Allena. Marlon Brando je tvrdio kako mu je redatelj na setu Posljednjeg tanga u Parizu pričao o psihoanalizi, što mu je pomoglo u njegovoj izvedbi, koju mnogi smatraju njegovom najboljom. Bertolucci je sam poznat po velikom broju psihijatara koji su ga pratili svugdje, čak interpretirali njegove snove, kao predmet dizertacija i istraživanja kreativnog umjetnika. Njegov interes za razumijevanje ljudskog stanja dovelo je do mnogih eksplicitnih scena u njegovim filmovima.
Posljednji tango u Parizu prikazuje lik Marlona Branda, Paula, kako se upušta u anonimnu aferu nakon smrti svoje žene pod nasilnim okolnostima. Film je izazvao kontroverze u  Italiji zbog sodomističke scene, koju je odbor za cenzuru izbacio, a sve kopije su morale biti uništene. Talijanski sud ukinuo je Bertoluccijeva građanska prava na pet godina i osudio ga na uvjetnu četveromjesečnu kaznu zatvora. Mnogo godina kasnije, kad su se mnoge odrednice cenzure promijenile, a cenzorski odbor ukinut, film se ponovno pojavio (jer je Bertolucci sačuvao jedan primjerak) te je prikazan u neznatno cenzuriranoj verziji.
U ovom i drugim filmovima, Bertolucci istražuje snagu seksualnih odnosa u životima ljudi. Zavodljiva ljepota daje vizualni prikaz djevojke koja postaje ženom tijekom ljeta u inozemstvu. Njegov posljednji rad, Sanjari bio je kritiziran ne samo zbog proširene scene seksa, nego i prikaza muške masturbacije. U njemu, seksualni odnosi troje glavnih junaka služe kao izraz njihovih misli. Na primjer, kad je Theo prikazan kako masturbira, to je u kontekstu da ona koju voli najviše, njegova sestra, odlazi od njega dok on gleda razvoj veze između došljaka i njegove sestre koji isključuje njega. Film sugerira neprirodnu vezu između brata i sestre, vezu na rubu incesta. Kaos u vezama uređene obitelji je odraz kaosa na ulicama dok Francuska proživljava turbulentni svibanj 1968. kad su se dogodili studentski nemiri.

## Oscar
Bertolucci je 1987. snimio epski film Posljednji kineski car, biografsku priču o Aisinu-Gioro Puyiu, posljednjem caru  Kine. Bertolucci je osvojio Oscara za najbolju režiju. U filmu su nastupili John Lone, Joan Chen, Peter O'Toole, Ruocheng Ying, Victor Wong, Dennis Dun, Ryuichi Sakamoto, Maggie Han, Ric Young, Vivian Wu i Chen Kaige. Scenarij su napisali Mark People i Bertolucci. Posljednji kineski car koristi Pu Yiov život kao odraz kineskog prijelaza iz  feudalizma kroz revoluciju do sadašnjeg stanja.
Film je osvojio osam Oscara - za koliko ih je bio i nominiran - najbolji film, najbolja scenografija, fotografija, dizajn kostima, najbolji redatelj, montaža, glazba i adaptirani scenarij.
Posljednji kineski car bio je prvi dugometražni film za koji je vlada Narodne Republike Kine izdala dozvolu da se može snimati u Zabranjenom gradu. Bertoluccijev film je bio jedan od dva predložena filma. Drugi je bio "La Condition Humaine" Andrea Malrauxa. Kineska vlada preferirala je Posljednjeg kineskog cara te nije bilo nikakvih zahtjeva prema filmu. Postao je prvi zapadni film snimljen u Kini i prvi koji je snimljen uz potporu kineske vlade još od 1949.

## Filmografija
- La commare secca (1962.)
- Prije revolucije (1962.)
- La via del petrolio (1965.)
- Il Canale (1966.)
- Partner (1968.)
- Amore e rabbia (1969.)
- La strategia del ragno 1970.)
- Konformist, (1970.)
- Posljednji tango u Parizu (1973.)
- Dvadeseto stoljeće (1976.)
- Mjesec (1979.)
- La tragedia di un uomo ridicolo (1981.)
- Posljednji kineski car (1987.)
- Čaj u Sahari, (1990.)
- Mali Buda (1993.)
- Zavodljiva ljepota (1996.)
- Opkoljeni (1998.)
- Ten Minutes Older: The Cello (2002.)
- Sanjari (2003.)

## Vanjske poveznice
- Bernardo Bertolucci u internetskoj bazi filmova IMDb-u (engl.)
- Senses of Cinema: Great Directors Critical Database
- They Shoot Pictures, Don't They?
- The religious affiliation of Bernardo Bertolucci  Arhivirana inačica izvorne stranice od 16. svibnja 2008. (Wayback Machine)
- Intervju s Bertoluccijem iz 1989
- Recenzija Posljednjeg kineskog cara Rogera Eberta  Arhivirana inačica izvorne stranice od 12. listopada 2012. (Wayback Machine)